# Jason Voorhees
Jason Voorhees je izmišljen filmski lik iz serijala horor filmova Petak 13. Prvi put se spominje u originalu iz 1980. godine, kao dječak koji se utopio u jezeru Crystal Lake. Tek u nastavku Petak 13. II (1981.) postaje glavni ubojica koji osvećuje smrt majke Pamele Voorhees, ubojice iz prvog filma.
Prepoznatljiv izgled dobiva tek u trećem dijelu, Petak 13. III (1982.), kada uz mačetu uzima hokejašku masku kojom prekriva lice.

## Vanjske poveznice
- Jason Voorhees (lik)  Arhivirana inačica izvorne stranice od 22. siječnja 2011. (Wayback Machine) na Internet Movie Databaseu (engl.)